# Photoscotosia cupha
Photoscotosia cupha är en fjärilsart som beskrevs av Louis Beethoven Prout 1931. Photoscotosia cupha ingår i släktet Photoscotosia och familjen mätare. Inga underarter finns listade i Catalogue of Life.